# صموئيل إم. كلارك
صموئيل إم. كلارك هو سياسي أمريكي، ولد في 11 أكتوبر 1842 في كيوساوكيو في الولايات المتحدة، وتوفي في 11 أغسطس 1900 في كيوكوك في الولايات المتحدة. نشط حزبياً في الحزب الجمهوري. وقد انتخب عضو مجلس النواب الأمريكي ‏.